# Buda (gmina Zvoriștea)
Buda – wieś w Rumunii, w okręgu Suczawa, w gminie Zvoriștea. W 2011 roku liczyła 1148 mieszkańców. 